# فرد تورنر (لاعب كرة قدم)
فرد تورنر (بالإنجليزية: Fred Turner)‏ هو لاعب كرة قدم بريطاني، ولد في 28 فبراير 1930 في ساوثهامبتون في المملكة المتحدة، وتوفي بنفس المكان في 9 يوليو 1955 بسبب ابيضاض الدم. لعب مع نادي توركي يونايتد ونادي ساوثهامبتون.